# Written on Skin
Written on Skin ist eine Oper von George Benjamin, die am 7. Juli 2012 beim Festival d’Aix-en-Provence uraufgeführt wurde. Die Oper wurde in dieser Inszenierung im folgenden Jahr auch in London und Paris aufgeführt. Die Premierenvorstellungen wurden jeweils von George Benjamin selbst dirigiert. Das Libretto der Oper verfasste Martin Crimp, mit dem George Benjamin bereits die Oper Into the Little Hill geschrieben hatte.

## Handlung

### Erster Teil
1. Szene: „Chorus of Angles“
Drei Engel beobachten ein Ehepaar in der realen Welt. Sie erzählen, dass Agnès sehr jung mit ihrem Mann, dem reichen Protector, verheiratet wurde. Der Protector neigt zu „Reinheit und Gewalt“ und betrachtet seine Frau als seinen Besitz.
2. Szene: „The Protector, the Boy and Agnès“
Der Protector möchte seine Großtaten und seine Geschichte in einem Buch verewigt sehen. Darum tritt der erste Engel als „der Junge“ in die reale Welt ein und bietet seine Dienste als Illustrator an. Er beschreibt dem Protector mögliche Szenarien für Bilder, welcher begeistert ist, weil er in allen Bildern großzügig und mächtig erscheint. Agnès ist die Situation suspekt, sie lehnt den Jungen ab.
3. Szene: „Chorus of Angels“
Die drei Engel erinnern an die Brutalität und Frauenfeindlichkeit der biblischen Schöpfungsgeschichte.
4. Szene: „Agnès and the Boy“
Agnès schleicht in das Zimmer des Jungen um seine Arbeit zu betrachten – als Analphabetin ist sie von der Kunst des Jungen fasziniert. Als er ihr ein Bild Evas zeigt, lacht sie und fordert ihn auf, ein Bild einer „echten“ Frau wie sie selbst zu malen. Zwischen den beiden entsteht eine erotische Spannung.
5. Szene: „The Protector and the Visitors – John and Marie“
Es ist Winter. Dem eifersüchtigen Protector ist die Verhaltensänderung seiner Frau aufgefallen. Die anderen beiden Engel besuchen ihn in Gestalt von Agnès Schwester Mary und deren Mann John. Mary will das Misstrauen des Protectors gegen den Jungen schüren, indem sie ihm vorhält, wie unsittlich es ist, diesen jungen Mann neben seiner Frau im Haus zu haben. Der Protector ist bereits so überzeugt von der Arbeit des Jungen, dass er nichts auf ihn kommen lässt.
6. Szene: „Agnès and the Boy“
Agnès liegt allein im Bett. Der Junge kommt, um ihr ein Bild zu zeigen. Auf dem Bild ist ein Haus zu sehen und eine Frau, die schlaflos in ihrem Bett liegt. Agnès ist begeistert von der Vorstellung, Teil eines Bildes zu sein. Die beiden schlafen miteinander.

### Zweiter Teil
7. Szene: „The Protectors bad dream“
Die beiden anderen Engel besuchen den Protector in der Nacht und bescheren ihm Albträume: Man beschwert sich über die Kosten des Buchs, und dieses hat eine verborgene Seite, die Agnès und den Jungen gemeinsam in einem „geheimen Bett“ zeigt. Erneut schüren sie sein Misstrauen gegen den Jungen.
8. Szene: „The Protector and Agnès“
Als der Protector erwacht, liegt Agnès nicht neben ihm, sondern schaut aus dem Fenster. Draußen sieht sie wie die Untergebenen ihres Mannes furchtbare Gräueltaten begehen. Häuser werden niedergebrannt und Kinder auf Speere gespießt. Als sie ihren Mann danach fragt, fordert er sie auf, nicht mehr hinaus zu sehen.
Agnès beginnt ihrem Mann Avancen zu machen und bittet ihn sie zu berühren und zu küssen. Er wird wütend und wiederholt immer wieder: „Du bist ein Kind!“ Schließlich entgegnet sie, sie sei kein Kind und er solle den Jungen fragen, wer sie ist.
9. Szene: „The Protector and the Boy“
Der Protector folgt dem Jungen in den Wald, wo dieser sein Spiegelbild in einem Messer betrachtet. Er versucht von ihm zu erfahren, was passiert ist. Als er aufgrund der unkonkreten Antworten des Jungen wütend wird, entgegnet der Junge, dass er ihm nie schaden werde, weil er ihn schütze und liebe.
Als der Protector zusammenbricht und den Jungen direkt fragt, ob er eine Affäre mit Agnès habe, behauptet dieser, er habe ein Verhältnis mit Mary.
Mary und John treten auf, und Mary beginnt ihre sexuellen Wünsche zu beschreiben.
10. Szene: „Agnès and the Boy“
Agnès hat von der angeblichen Beziehung des Jungen mit Mary erfahren. Sie geht erneut in sein Zimmer, wo sie ihn zur Rede stellt. Der Junge kann sie beruhigen. Daraufhin fordert sie den Jungen auf, ein Bild ihrer Liebe zu malen, mit dem sie ihren Mann konfrontieren und zerstören will. Der Junge lehnt zunächst ab, was Agnès erneut zur Eifersucht treibt. Diesmal wirft sie dem Jungen vor, ihren Mann zu lieben. Schließlich willigt der Junge ein.

### Dritter Teil
11. Szene: „The Protector, Agnès, and the Boy“
Der Junge stellt sein Buch vor und zeigt Agnès und dem Protector eine Seite mit Grausamkeiten nach der anderen. Als der Protector ungeduldig nach Abbildungen des Paradieses fragt, entgegnet der Junge überrascht, es seien Darstellungen des Paradieses auf der Erde hier, die ihn doch an seine eigene Umgebung erinnern müssten.
Agnès fragt ihn nach der besonderen Seite, mit der sie ihrem Mann ihre Beziehung zu dem Jungen aufzeigen will, und der Junge gibt ihr eine beschriebene Seite. Agnès, die nicht lesen kann, ist verzweifelt.
12. Szene: „The Protector and Agnès“
Der Protector liest die Seite vor. Der Junge beschreibt darin seine Beziehung zu Agnès in allen Einzelheiten – genau so, wie Agnès es sich gewünscht hatte. Der Protector ist am Boden zerstört. Agnès bittet ihn ungerührt, ihr auf dem Blatt das „Wort für Liebe“ zu zeigen.
13. Szene: „Chorus of Angels and The Protector“
Die Engel erinnern an die Grausamkeit Gottes, der den Menschen aus Staub geschaffen habe und ihn dann mit widersprüchlichen Wünschen zur Verzweiflung treibe. Sie besuchen den Protector und fordern ihn auf, dem Jungen in den Wald zu folgen, um ihn dort zu ermorden.
14. Szene: „The Protector and Agnès“
Der Protector versucht, Agnès wieder unter seine Kontrolle zu bringen. Er serviert ihr ein Mahl und zwingt sie zu essen. Immer wieder fragt er sie, wie es ihr schmeckt. Nachdem sie etwas gegessen hat, offenbart er ihr, dass es das Herz des Jungen war. Agnès erwidert, dass sie nach diesem Mahl nichts anderes mehr essen wolle.
15. Szene: „The Boy / First Angel“
Der Junge, jetzt wieder als erster Engel, zeigt ein letztes Bild. Darin greift der Protector Agnès mit dem Messer an. Diese springt aus dem Fenster und stirbt.

## Gestaltung

### Instrumentation
Die Orchesterbesetzung der Oper enthält die folgenden Instrumente::6–8
- Holzbläser: drei Flöten (2. Piccolo, 3. Piccolo und Altflöte), zwei Oboen, zwei Klarinetten in B und A, Bassklarinette, Kontrabassklarinette, zwei Fagotte (2. = Kontrafagott)
- Blechbläser: vier Hörner in F, vier Trompeten in B (1. = Piccolotrompete), drei Posaunen, Tuba
- Schlagzeug: vier Spieler
  1. Glockenspiel, Crotales, Röhrenglocken, Pauken
  2. Steel drum, drei Mini-Tablas, zwei Side Drums, drei Mokubios, großes Paar Maracas, kleine Paarbecken, zwei hängende Becken (mittelgroß und sehr groß), zwei Sätze hohe Glockenstäbe, Schreibmaschine
  3. drei Bongos, zwei Tenortrommeln (eine mit ungestimmter Kuhglocke), Güiro, Sandpapier-Blöcke, großes Paar Maracas, Peitsche, großes aufgehängtes Becken, Tamtam
  4. Vibraphon, gestimmte Kuhglocken, gestimmter Gong, sehr kleines aufgehängtes Becken, großes Paarbecken, zwei Sätze tiefe Glockenstäbe, großes Paar Maracas, großes Paar Steine („Pebbles“), Tumba, Große Trommel
- Harfe
- Glasharmonika
- Bassgambe
- Streicher: acht erste Violinen, sechs zweite Violinen, sechs Bratschen, sechs Violoncelli, vier Kontrabässe (mit tiefer H-Saite); zwei erste Violinen spielen auch Mandoline

### Libretto
Der inhaltliche Kern des Librettos basiert auf einer Sage des 13. Jahrhunderts aus dem anonymen okzitanischen Erläuterungstext Guillem de Cabestanh – Le coeur mangé: Der bekannte Troubadour Guillem de Cabestany war der Legende nach der Liebhaber einer gewissen Margarida oder Seremonda, die jedoch mit Raimon von Rosselló verheiratet war. Als Raimon von der Affäre erfuhr, tötete er Cabestany und gab seiner Frau dessen Herz zu essen. Nachdem er ihr erzählt hatte, was sie gegessen hatte, beging sie Selbstmord, indem sie aus dem Fenster sprang.:21 Die Geschichte wurde auch im Decamerone (um 1350) und anderen Werken wie Ezra Pounds Gedichtzyklus Cantos verarbeitet.:5
Der Librettist Martin Crimp ergänzte diesen Handlungskern mit Szenen einer modernen Welt des 21. Jahrhunderts, in der drei „Engel“ in die Rollen des Künstlers, Agnès’ Schwester und deren Mann schlüpfen und die Handlung wiederholt verlassen. Dadurch bilden sie einen äußeren Handlungsrahmen, in dem sie selbst die eigentliche Handlung „erfinden“, so wie auch der Junge in der inneren Handlung sein Buch erfindet.:21f

### Musik
Nach Aussage des Komponisten George Benjamin enthält die Komposition „keinerlei Nachahmung mittelalterlicher Musik“, sondern höchstens Anspielungen auf „etwas Archaisches“ durch bestimmte „reine“ Intervalle. Das Orchester diene hauptsächlich dazu, die Gesangslinien zu unterstützen oder zu färben und entfalte seine „volle Macht“ nur selten in winzigen Zwischenspielen, die meist innerhalb der Szenen stattfinden, seltener auch dazwischen. In Erinnerung an die für die Handlung so bedeutsame „Kunst der Illustration“ nutzte Benjamin eine große Farbpalette und ergänzte mit der Bassgambe und der Glasharmonika zwei in heutiger Zeit selten genutzte Instrumente, die bestimmten Momenten der Oper vorbehalten sind. Das Orchester ist ungewöhnlich aufgebaut. Einigen vergrößerten Instrumentengruppen wie den Klarinetten, Trompeten oder Schlagzeugern ist eine leicht verkleinerte Streichergruppe gegenübergestellt. Zum ersten Mal in einem seiner Werke setzte Benjamin einen Countertenor ein, dessen Stimme „automatisch etwas Überirdisches, sogar Mythisches – eben aus einer anderen Welt“ habe. Benjamin fand für jede einzelne Szene „eine eigene Atmosphäre, spezifischen Klang und ein Idiom“. Auf Leitmotive verzichtete er, nutzte aber wiederkehrende „Harmonietypen“, um einen „Zusammenhang und Spannung“ über die gesamte Oper zu bilden.:21ff

## Werkgeschichte

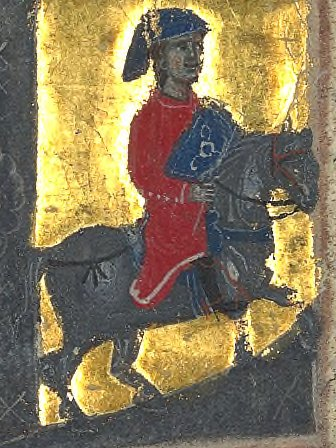
Guillem de Cabestany

George Benjamin schrieb die Oper Written on Skin 2012 als Kompositionsauftrag des Festival d’Aix-en-Provence, der Nederlandse Opera Amsterdam, des Théâtre du Capitole Toulouse, des Royal Opera House Covent Garden London und des Teatro del Maggio Musicale Fiorentino. Das Libretto stammt von Martin Crimp.
Die Uraufführung fand am 7. Juli 2012 in Aix-en-Provence statt. Der Komponist selbst leitete das Mahler Chamber Orchestra. Es sangen Christopher Purves (Protector), Barbara Hannigan (Agnès), Bejun Mehta (First Angel/Boy), Rebecca Jo Loeb (Second Angel/Marie) und Allan Clayton (Third Angel/John). Die Inszenierung stammte von Katie Mitchell.
Die Premiere war ein großer Erfolg. Die französische Tageszeitung Le Monde bezeichnete Written on Skin als die beste Oper seit Wozzeck. Sie wurde mit dem International Opera Award 2013 ausgezeichnet und in der Kritikerumfrage der Zeitschrift Opernwelt zur „Uraufführung des Jahres“ der Spielzeit 2012/13 gekürt.
In den folgenden Jahren wurde die Uraufführungsproduktion außer von den initial kooperierenden Theatern und Festspielen auch andernorts übernommen, so 2013 bei den Wiener Festwochen und den Münchner Opernfestspielen, in Tanglewood (konzertant) und in der Pariser Opéra-Comique sowie 2015 im New Yorker David H. Koch Theater. Ein Mitschnitt der Aufführung im Royal Opera House von 2013 wurde auf DVD herausgegeben. Hier übernahm Victoria Simmonds die Rolle des Second Angel/Marie.
Auf einer Tournee im Frühjahr 2016 spielte das Mahler Chamber Orchestra unter der Leitung des Komponisten mit den meisten Hauptdarstellern der Uraufführung eine halbszenische Inszenierung von Benjamin Davis u. a. im Gran Teatre del Liceu in Barcelona, im Teatro Real in Madrid, in der Londoner Barbican Hall, im Konzerthaus Dortmund und in der Kölner Philharmonie. Das Orchestre Philharmonique de Radio France spielte das Werk 2020 unter der Leitung Benjamins konzertant in der Philharmonie de Paris und im Wiener Konzerthaus.
Außerdem gab es mehrere Neuinszenierungen:
- 2013 im Theater Bonn. Musikalische Leitung: Hendrik Vestmann, Inszenierung und Ausstattung: Alexandra Szemerédy und Magdolna Parditka. Evez Abdulla (Protector), Miriam Clark (Agnès), Terry Wey (First Angel/Boy), Susanne Blattert (Second Angel/Marie), Tamás Tarjányi (Third Angel/John). Das Stück war für diese Produktion bereits vor der Uraufführung „blind“ eingekauft worden.[16]
- 2014 im Landestheater Detmold als Koproduktion mit der Königlichen Oper Stockholm (dort 2015 aufgeführt). Musikalische Leitung: Lutz Rademacher, Inszenierung: Kay Metzger, Ausstattung: Petra Mollérus, Video Design: Martin Kemner. Andreas Jören (Protector), Vera-Lotte Boecker (Agnès), Bernhard Landauer (First Angel/Boy), Anna Werle (Second Angel/Marie), Markus Gruber (Third Angel/John).[17]
- 2015 im Theater St. Gallen. Musikalische Leitung: Otto Tausk, Inszenierung: Nicola Raab, Ausstattung: Mirella Weingarten. Jordan Shanahan (Protector), Evelyn Pollock (Agnès), Benno Schachtner (First Angel/Boy), Theresa Holzhauser (Second Angel/Marie), Nik Kevin Koch (Third Angel/John).[18]
- 2017/18 in der Opera Philadelphia. Musikalische Leitung: Corrado Rovaris, Inszenierung: William Kerley. Mark Stone (Protector), Lauren Snouffer (Agnès), Anthony Roth Costanzo (First Angel/Boy), Krisztina Szabó (Second Angel/Marie), Alasdair Kent (Third Angel/John).[19]